# Zimmermannskreuz bei Ungelstetten

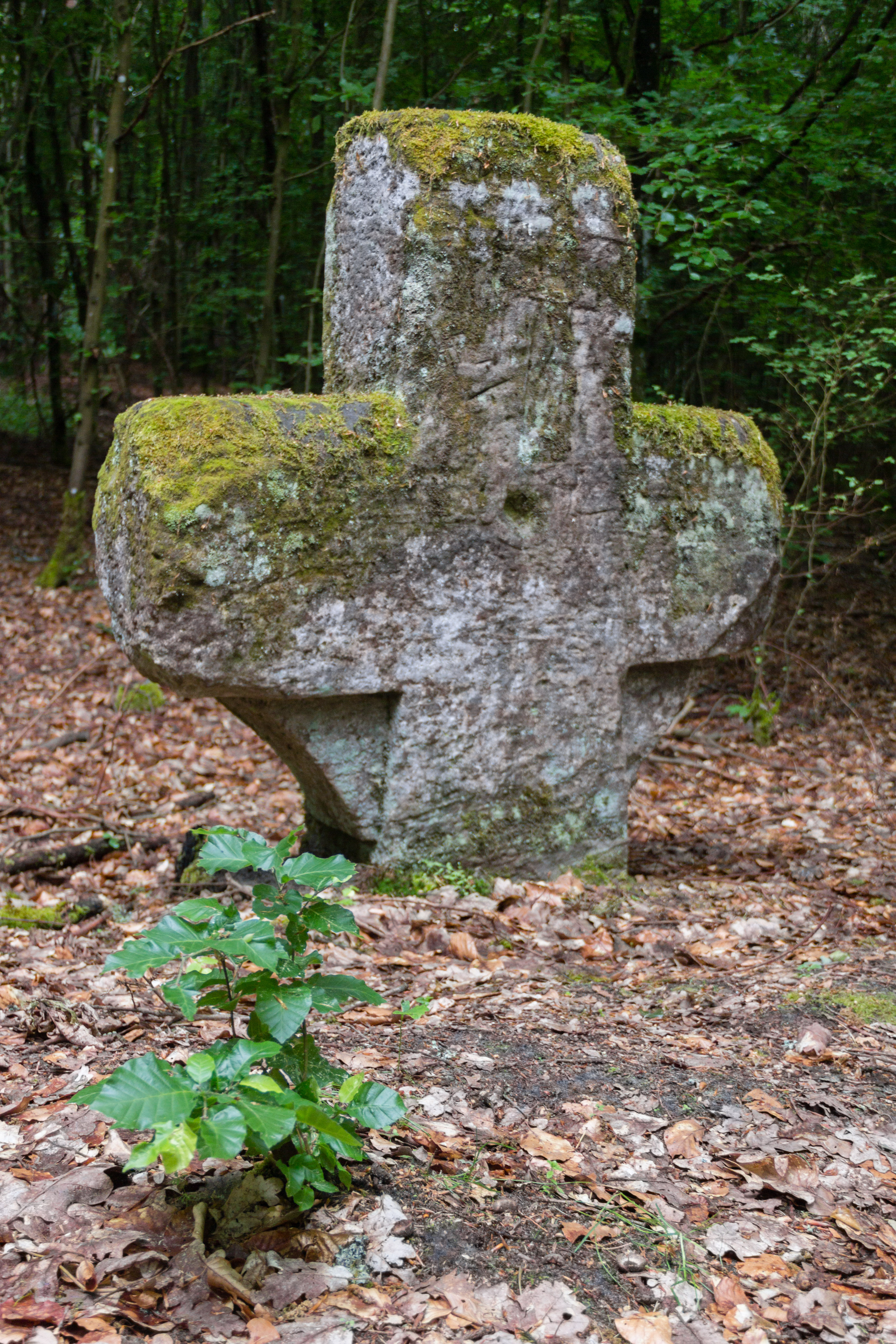
Zimmermannskreuz

Das Zimmermannskreuz ist ein historisches Steinkreuz im gemeindefreien Gebiet Winkelhaid im mittelfränkischen Landkreis Nürnberger Land in Bayern.
Es wird auch Kroatenkreuz oder Pandurenkreuz genannt.

## Lage
Das Steinkreuz befindet sich etwa 1,5 Kilometer südwestlich von Ungelstetten und 1,9 Kilometer nordöstlich von Moosbach. Es steht dort etwa 30 Meter abseits und nördlich einer Forststraße im Wald. Die Forststraße ist Bestandteil der Wanderwege Gottfried-Stammler-Weg () und Reichswaldweg (). Die Verwaltung der Bayerischen Staatsforsten hat 2017 vor Ort eine Informationstafel aufgestellt.

## Beschreibung
Das wuchtige Sühnekreuz ist aus Sandstein und in griechischer Kreuzform ausgearbeitet. Es ist etwa 130 cm hoch, 140 cm breit und 35 cm tief. Die Arme werden durch Kreissegmente unterstützt. Seiner Größe nach steckt wohl ein Drittel im Erdboden. Auf Vorder- und Rückseite sind Einmeißelungen zu erkennen. Durch Verwitterung sind diese nicht mehr eindeutig deutbar. Wittmann spricht von einem Kreis und Schriftzeichen auf der nördlichen Seite und einem Andreaskreuz auf der gegenüberliegenden Seite. Auf der Vorderseite befindet sich eine etwa 5 cm im Durchmesser und 3 Zentimeter tiefe Eintiefung.

## Geschichte und Sage
Seine Entstehungszeit könnte das ausgehende 15. Jahrhundert sein. Um die Entstehung des Kreuzes ranken sich verschiedene Sagen, die jedoch nicht zum vermutlichen Entstehungszeitpunkt passen.
- Zimmermannskreuz, nach der mündlichen Überlieferung soll hier in der Nähe am 3. März 1605 ein Zimmermann totgeschlagen worden sein.
- Kroatenkreuz oder Pandurenkreuz, hier soll ein Kroate, dessen Gerippe jahrelang, auf einem Pferdeskelett sitzend, in der Bibliothek der Universität Altdorf zu sehen war, erschlagen worden sein.
- Ein Totschlag an einem Weiherknecht der am gleichen Straßenzug 1551 geschah.

## Bildergalerie

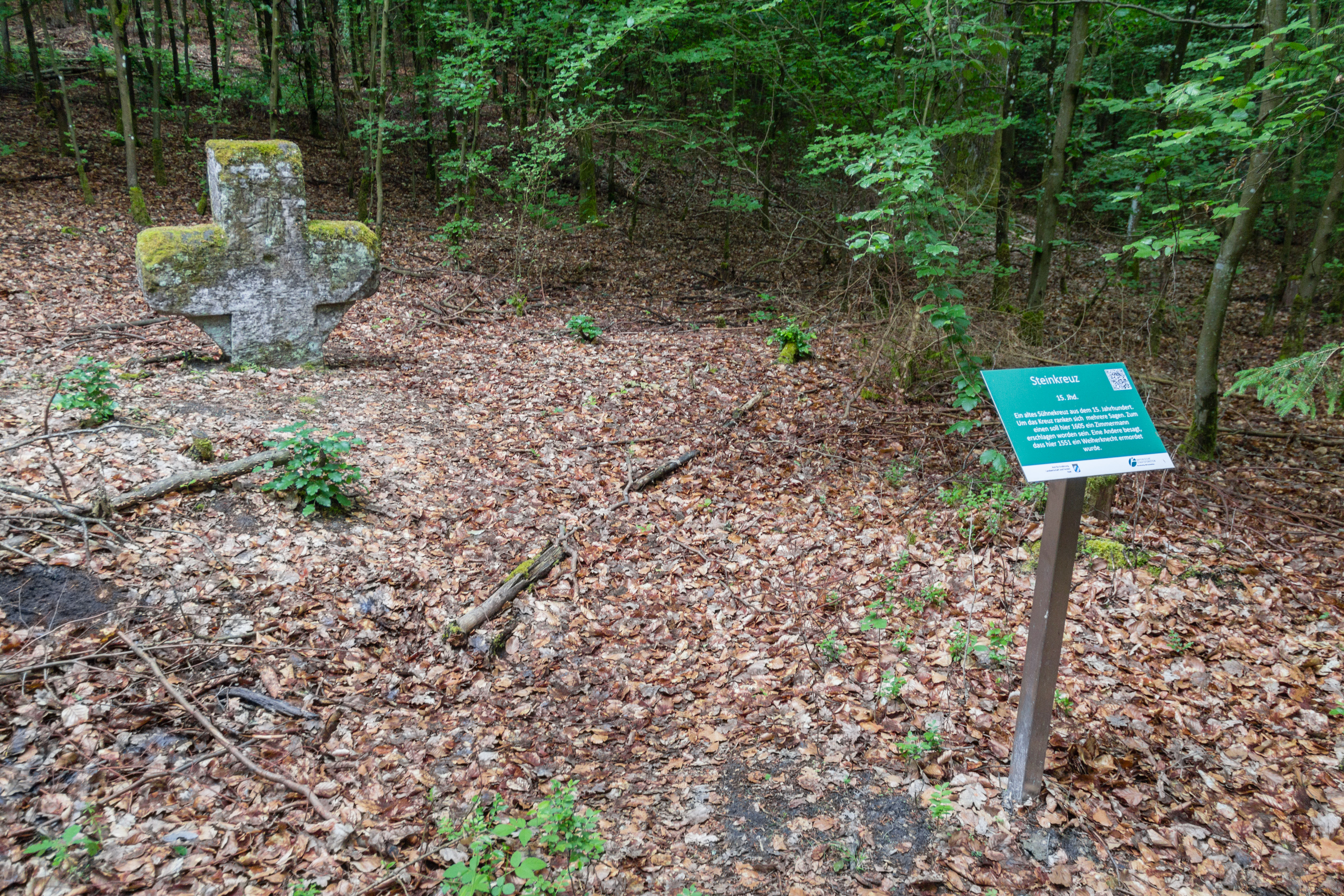
Sicht auf den Standort von Norden (Mai 2018)
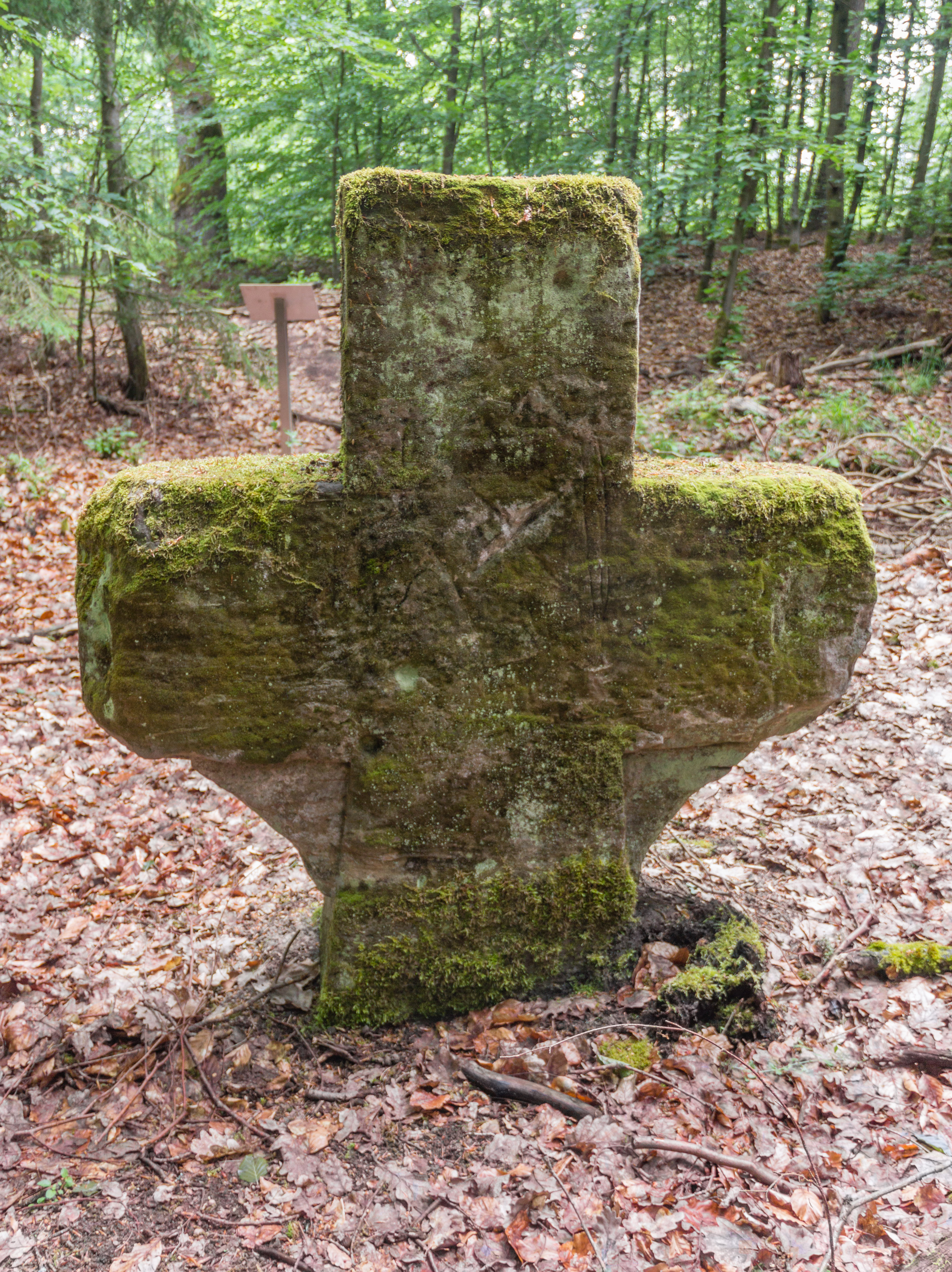
Ansicht Rückseite von Süden  (Mai 2018)
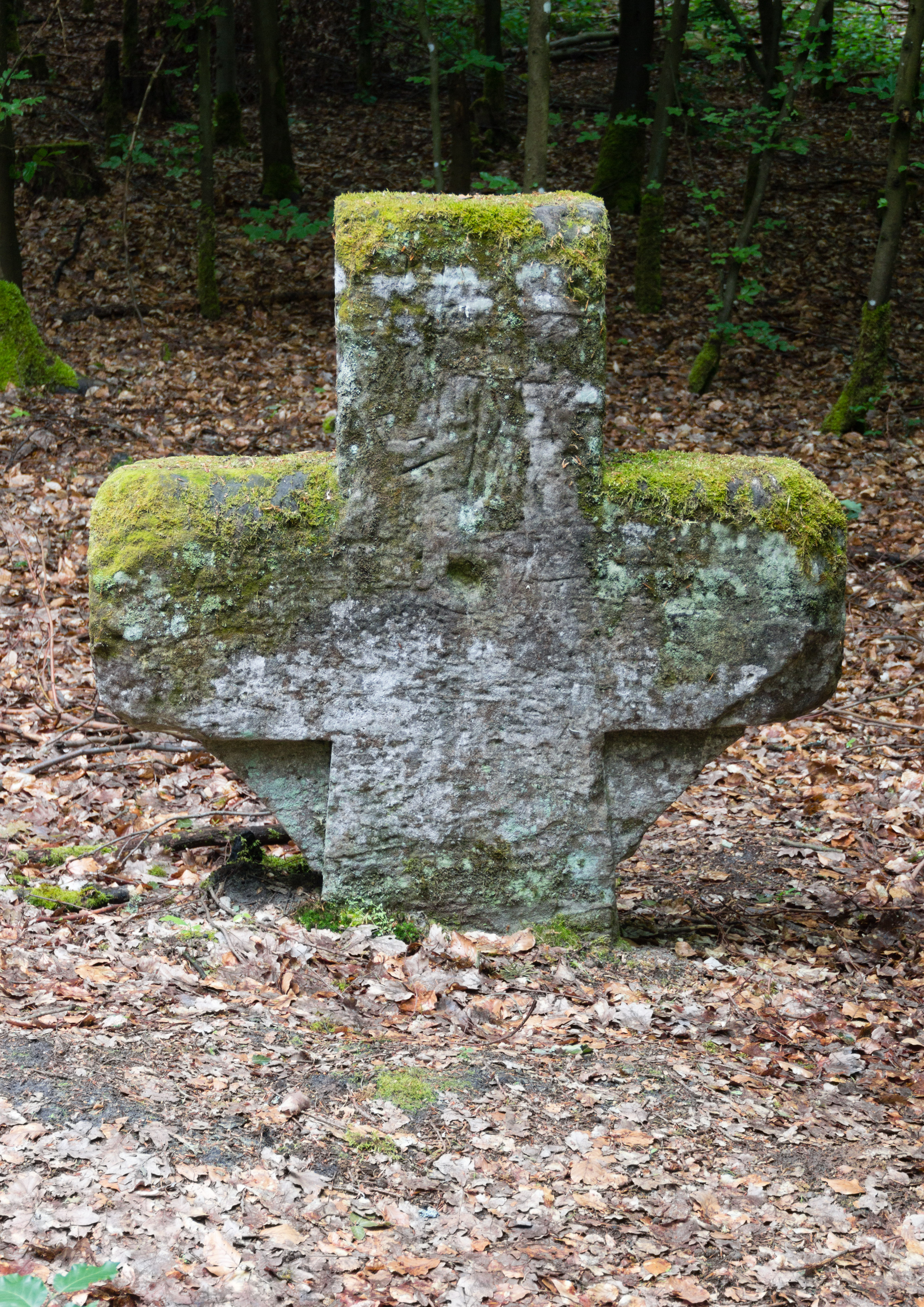
Ansicht Vorderseite von Norden (Mai 2018)
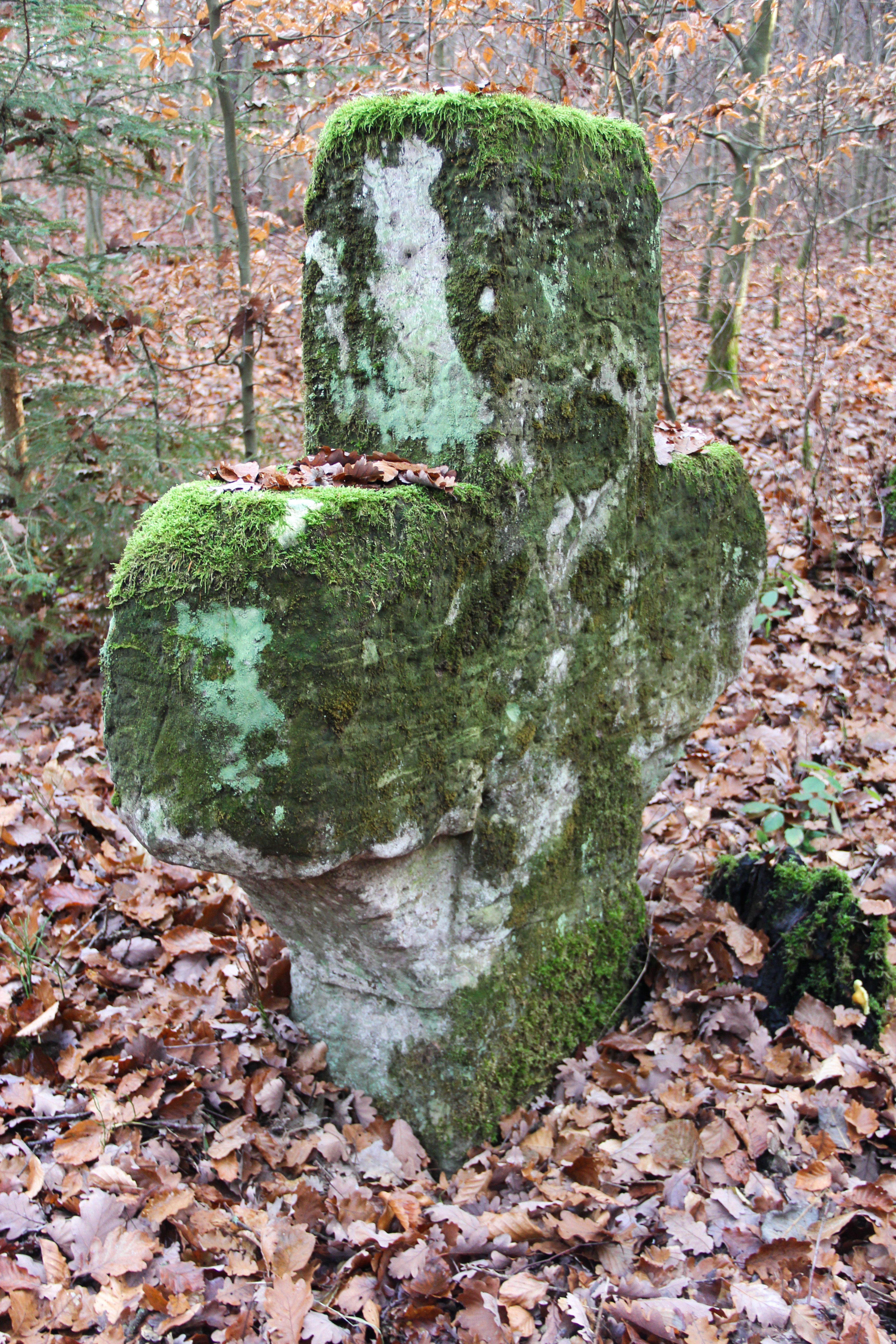
Perspektive (Nov. 2012)